# Tamarix tetragyna
Tamarix tetragyna är en tamariskväxtart som beskrevs av Christian Gottfried Ehrenberg. Tamarix tetragyna ingår i släktet tamarisker, och familjen tamariskväxter. Utöver nominatformen finns också underarten T. t. deserti.